# جورج كراسكوسا
جورج كراسكوسا (بالإسبانية: Jorge Carrascosa)‏ مواليد 15 أغسطس 1948 في الأرجنتين، هو لاعب كرة قدم أرجنتيني سابق كان يلعب كمدافع. سبق له أن لعب في كأس العالم لكرة القدم مع منتخب بلاده.

## المسيرة الاحترافية

### أندية لعب لها
- بانفيلد
- روزاريو سنترال
- هوراكان

## روابط خارجية
- جورج كراسكوسا على موقع الاتحاد الدولي (مؤرشف)  (الإنجليزية)
- جورج كراسكوسا على موقع قاعدة بيانات كرة القدم.إي يو (الإنجليزية)
- جورج كراسكوسا على موقع ناشيونال فوتبول تيمز (الإنجليزية)
- جورج كراسكوسا على موقع Soccerway.com (الإنجليزية)
- جورج كراسكوسا على موقع عالم كرة القدم.نت (الإنجليزية)